# Owjābandān
Owjābandān (persiska: اُجابَندان, Ojābandān, اوجابندان) är en ort i Iran.   Den ligger i provinsen Mazandaran, i den norra delen av landet, 160 km nordost om huvudstaden Teheran. Owjābandān ligger 11 meter över havet och antalet invånare är 110.
Terrängen runt Owjābandān är platt, och sluttar norrut. Runt Owjābandān är det ganska glesbefolkat, med 36 invånare per kvadratkilometer. Närmaste större samhälle är Sari, 16,4 km öster om Owjābandān. Trakten runt Owjābandān består till största delen av jordbruksmark.